# Cjevovodni promet
Cjevovodni promet pripada kategoriji kopnenog prometa koji se još dijeli i na cestovni te željeznički. Cjevovodni promet najmlađi je oblik kopnenog prometa, a obuhvaća prijevoz sirove nafte, naftnih derivata, plina i drugih tekućih i plinovitih proizvoda. Prvi naftovod u svijetu sagrađen je u SAD-u 1862. godine, a povećana gradnja naftovoda počela je nakon druge industrijske revolucije.